# 2006—2007年南太平洋熱帶氣旋季
2006－2007年南太平洋熱帶氣旋季在2006年11月1日開始，並在2007年4月30日完結。

## 簡介
此文內容只包含在南太平洋和塔斯曼尼亞海形成的熱帶氣旋的介紹。
風暴是由斐濟和新西蘭命名的。
在斐濟和威靈頓警告範圍的熱帶低氣壓就會被編號為xxF。

## 熱帶氣旋
如果一個熱帶低氣壓在南緯0-25度，東經160度至西經120度之間增強為熱帶氣旋的話，Nadi颱風中心就會為它命名。如果一個罕有熱帶低氣壓在南緯25-40度，東經160度至西經120度之間增強為熱帶氣旋的話，威靈頓熱帶氣旋警報中心應從斐濟名字列表取名。

### 強烈熱帶氣旋澤維爾（Xavier）
在10月21日，一熱帶低氣壓在索羅門群島之東南形成。它很快便增強為一熱帶氣旋並被命名為Xavier。它在10月24日，達到最高風速後便開始減弱，並於10月26日減弱為一熱帶低氣壓。

### 熱帶低氣壓 02F
在10月24日，一熱帶低氣壓在國際換日線之東形成。它很快便受到熱帶氣旋Xavier的影響，並於10月26日消散。

### 熱帶低氣壓 03F
在11月1日，一熱帶擾動在國際換日線之東形成。它很快便增強為一熱帶低氣壓，但它在11月3日便消散了。

### 熱帶氣旋亞尼（Yani）
在11月16日，一熱帶擾動在國際換日線之西形成。它在第二天便增強為一熱帶低氣壓，再在11月22日增強為一熱帶氣旋並被命名為Yani。它在11月24日，達到最高風速後便開始減弱，斐濟於11月25日為它發出最後報告。

### 熱帶低氣壓 05F
在11月29日，一熱帶擾動在索羅門群島之東北偏北形成。它很快便增強為一熱帶低氣壓。第二天，聯合颱風警報中心將它升格為熱帶風暴，但它在12月1日便消散了。

### 熱帶低氣壓 06F
在1月9日，一熱帶低氣壓在國際換日線之東形成。1月16日，它轉化成一溫帶氣旋。

### 熱帶氣旋思蒂（Zita）
在1月16日，一熱帶擾動在國際換日線之東形成。它在1月18日增強為一熱帶低氣壓。1月23日，它增強為一熱帶氣旋並被命名為Zita。1月25日，它成為一溫帶氣旋。

### 熱帶氣旋亞瑟（Arthur）
在1月21日，一熱帶低氣壓在國際換日線之東形成。1月23日，它增強為一熱帶氣旋並被命名為Arthur。1月26日，聯合颱風警報中心為它發出最後報告。第二天，它成為一溫帶氣旋。

### 熱帶低氣壓 09F
在2月1日，一熱帶擾動在國際換日線之東形成。2月2日，它增強為一熱帶低氣壓。2月3日，聯合颱風警報中心對其發佈熱帶氣旋形成警報。2月4日，聯合颱風警報中心將其升格為熱帶風暴。第二天，它成為一溫帶氣旋。

### 熱帶擾動 10F
由於斐濟氣象部門在內部編號10F時，尚未發出報告，但這個系統在斐濟氣象部門未及發出報告前便消散了，所以沒有人知道10F的存在，但12F出現後，有人電郵斐濟氣象部門詢問原因，他們就這樣解釋了。

### 熱帶擾動 11F
由於斐濟氣象部門在內部編號11F時，尚未發出報告，但這個系統在斐濟氣象部門未及發出報告前便消散了，所以沒有人知道11F的存在，但12F出現後，有人電郵斐濟氣象部門詢問原因，他們就這樣解釋了。

### 熱帶低氣壓 12F
在3月19日，一熱帶擾動在國際換日線之東形成。它在3月21日增強為一熱帶低氣壓。它在3月23日消散。

### 熱帶氣旋貝基（Becky）
在3月25日，一熱帶低氣壓在萬那杜之西北形成。第二天，它增強為一熱帶氣旋並被命名為Becky。它在3月29日消散。

### 熱帶氣旋克里夫（Cliff）
在4月3日，一熱帶低氣壓在國際換日線之西形成。第二天，它增強為一熱帶氣旋並被命名為Cliff。4月6日，它成為一溫帶氣旋。

### 熱帶低氣壓 15F
由於斐濟氣象部門在內部編號15F時，尚未發出報告，但這個系統在斐濟氣象部門未及發出報告前便消散了，所以沒有人知道15F的存在。

## 風暴名稱
| - Xavier 01F - Yani 04F - Zita 07F - Arthur 08F - Becky 13F | - Cliff 14F - Daman（未用） - Elisa（未用） - Funa（未用） - Gene（未用） | - Hettie（未用） |

## 內部連結
- 2006－2007年澳洲地區熱帶氣旋季
- 2006－2007年西南印度洋熱帶氣旋季
- 2006年太平洋颱風季
- 2006年太平洋颶風季
- 2006年大西洋颶風季
- 2006年北印度洋氣旋季
- 2007年太平洋颱風季
- 2007年太平洋颶風季
- 2007年大西洋颶風季
- 2007年北印度洋氣旋季

## 外部連結
- World Meteorological Organization
- Fiji Meteorological Service (RSMC Nadi)
- Meteorological Service of New Zealand (TCWC Wellington)（页面存档备份，存于）
- Joint Typhoon Warning Center (JTWC)（页面存档备份，存于）